# Morata de Tajuña
Morata de Tajuña és un municipi de la Comunitat Autònoma de Madrid. Limita al nord amb Arganda del Rey, al sud amb Chinchón i Valdelaguna, a l'est amb Perales de Tajuña i a l'oest amb San Martín de la Vega.